# Březno (Postoloprty)
Březno (německy Priesen) je vesnice, část města Postoloprty v okrese Louny. Nachází se asi 2,5 kilometru na východ od Postoloprt a 4,4 kilometru od Loun. V roce 2011 zde trvale žilo 289 obyvatel.
Březno leží v katastrálním území Březno u Postoloprt o rozloze 6,29 km².

## Historie

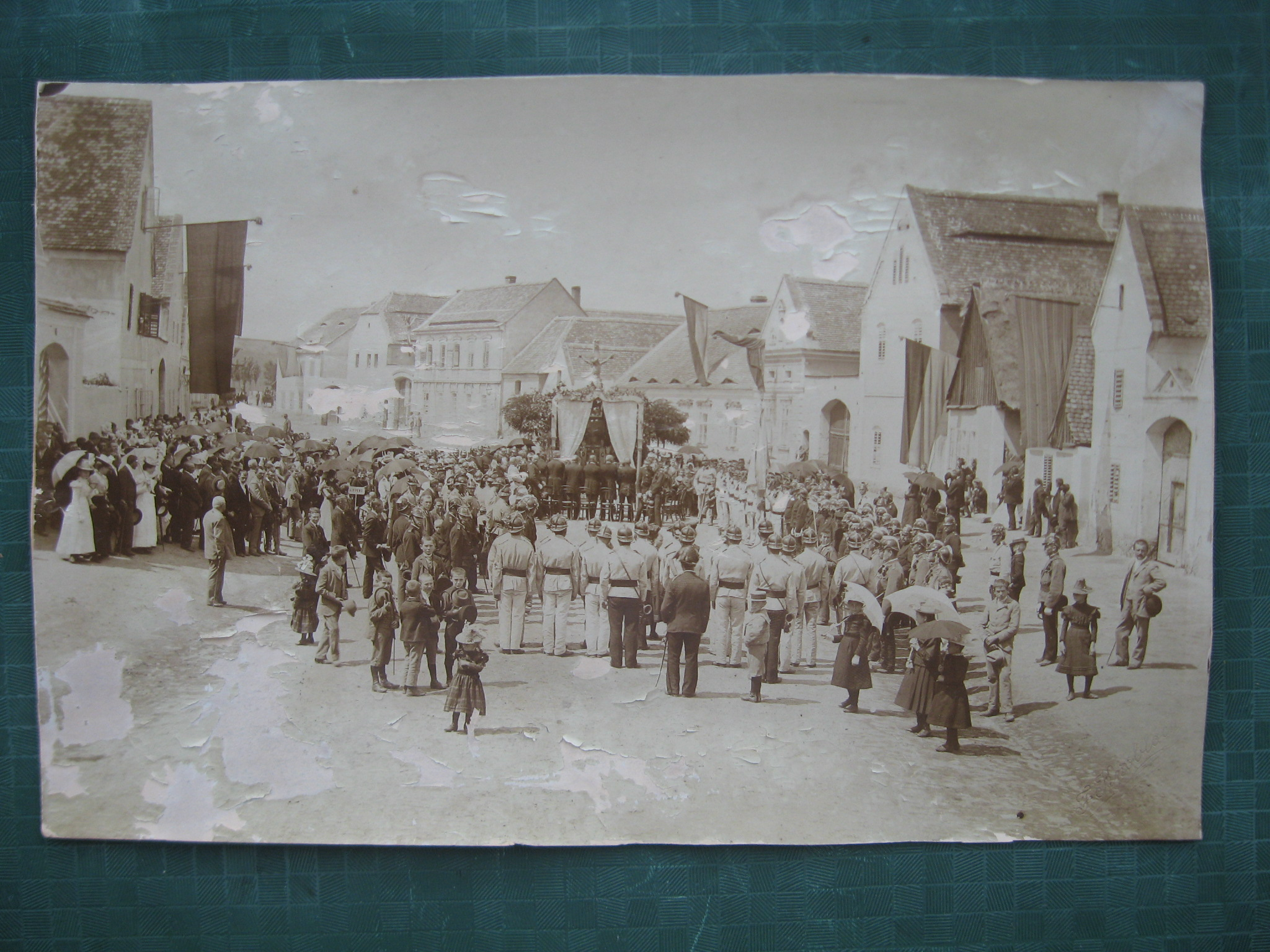
Slavnost v roce 1896

První písemná zmínka o Březně pochází z roku 1238, kdy na jedné z listin vydaných králem Václavem I. vystupuje jako svědek Mikuláš z Března. Odkaz na břízu se spolu se Lhotou vyskytuje v největším množství českých sídel. Výraz „březen“ bylo původně pojmenování březového lesa. Tak se také vesnice nazývá v průběhu celého 15. století. V roce 1549 se už používal název Březno.

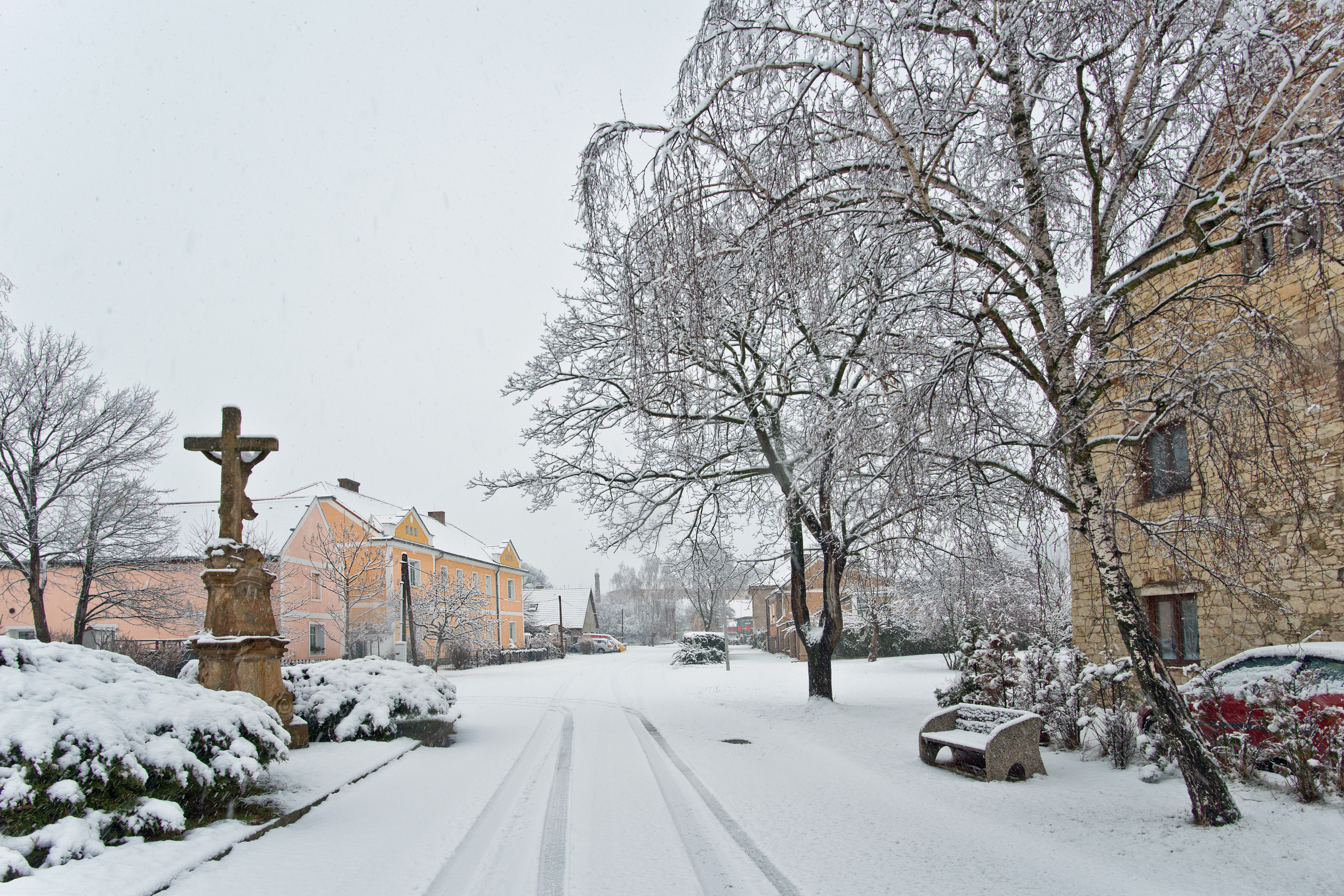
Náves

Vesnice byla založena jako sídlo s pravidelnou obdélníkovou návsí. Na severovýchodě její areál ohraničovala Ohře, na jejímž břehu stál komplex tvrze s mlýnem. Na jihozápadě to byl dnes už neexistující rybník, rozkládající se v oblouku vymezeném dnešními čp. 95, 77 a 99. Zakreslený je na indikační skice z roku 1843. Březenský vrch, pod kterým se vesnice rozkládá, nesl původně název Křížový vrch (Kreuzberg), jak dokládá uvedená indikační skica. Na mapě prvního vojenského mapování ze šedesátých let 18. století jsou na jeho vrchu zakresleny tři kříže. Je pravděpodobné, ale nikoliv jisté, že ze vsi pocházel rod Hrušků z Března. V 15. století to byli lounští měšťané, snad na počátku 16. století se stali erbovními měšťany s přídomkem z Března a roku 1543 byli přijati mezi rytíře.
Neznámo kdy, nejpozději ve čtrnáctém století, se stal majitelem vsi klášter Porta Apostolorum. Na začátku husitských válek (po roce 1420) se jí zmocnilo město Louny. Císař Zikmund sice za svého života Březno dvakrát zastavil v roce 1420 Plichtovi ze Žerotína a roku 1436 Parcifalovi z Prostiboře, ale reálně bylo v té době vždy v rukou města.
Poté, co i po majetkových restitucích za Jiříka z Poděbrad v roce 1454 zůstalo Březno v majetku Loun, rozhodla se tamní městská rada, že ze vsi učiní jednu ze svých hospodářských základen. V roce 1461 začalo město se skupováním půdy od tamních sedláků (cca 100 ha) a vytvořilo tam hospodářský dvůr, po Dobroměřicích a dvoře na Žateckém předměstí už třetí. Zároveň v Březně pronajímalo mlýn. V polovině 15. století platilo do městské pokladny poddanské dávky kolem čtyřiceti osob. V roce 1450 měl krčmu pronajatou Kříž, což je nejstarší místní krčmář známý jménem. Panským sídlem ve vsi bývala tvrz, doložená pouze jedinou zmínkou v roce 1491. Evidentně se nacházela v bezprostředním sousedství mlýna. V uvedeném roce totiž platila vdova po mlynáři nájem jak z mlýna, tak z tvrze.

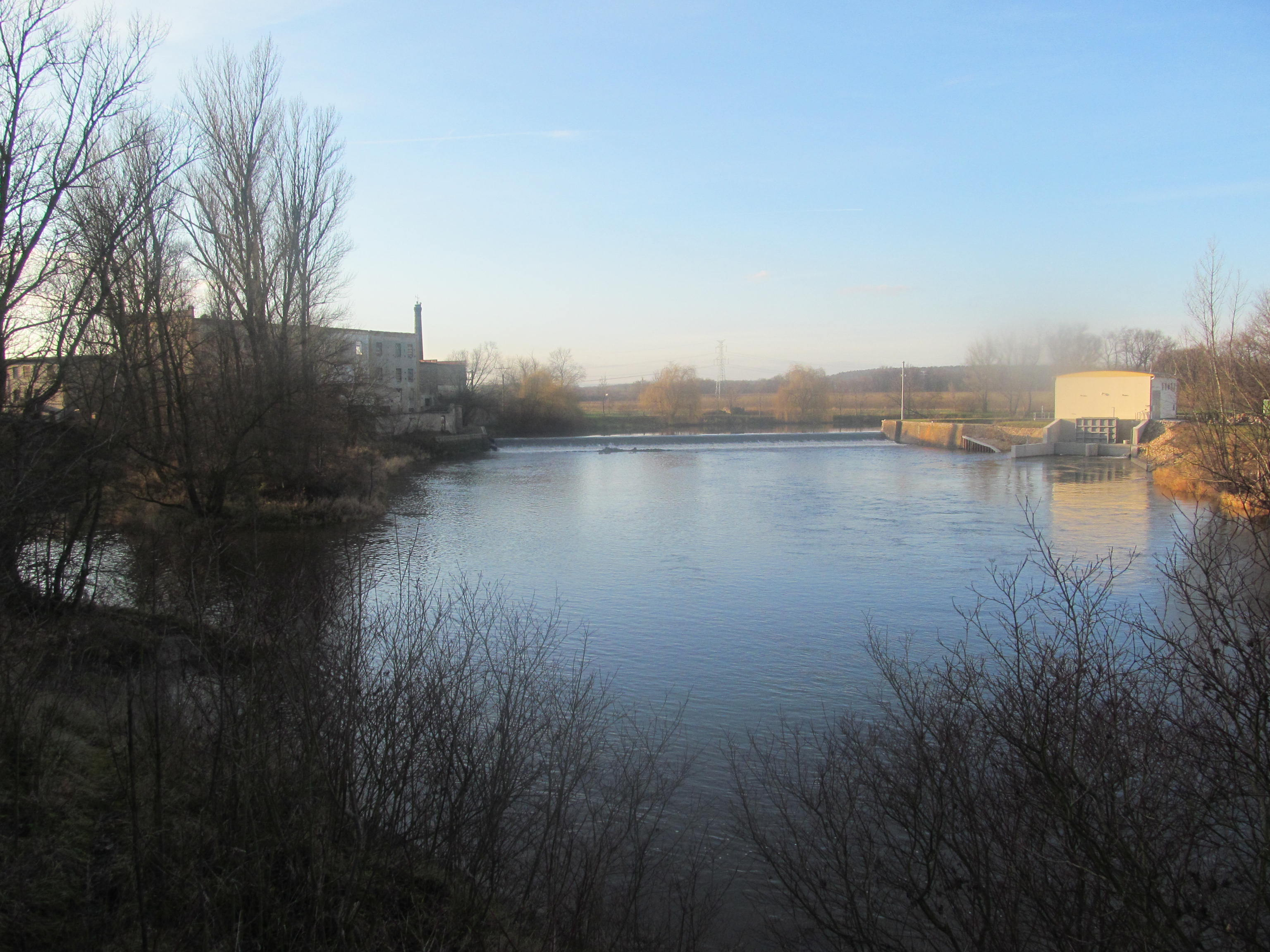
Mlýn

Někdy před rokem 1549 se Březno stalo součástí panství Postoloprty, které patřilo rodině rytířů z Veitmile. Za třicetileté války byla vesnice zpustošena. V roce 1641 bylo z 23 hospodářství dvanáct zničených a opuštěných. Poloha při Ohři způsobovala i další katastrofy. Velké škody napáchaly povodně zejména v letech 1602 a 1655. Kromě toho v letech 1673 a 1719 poničily velké části Března požáry.
Podle tereziánského katastru z roku 1757 žil ve vsi kromě sedláků, nádeníků, rybáře a krejčího také učitel. To implikuje úvahu, že už v té době, ještě před uzákoněním povinné školní docházky v roce 1774, zde probíhala nějaká forma výuky dětí, pravděpodobně v bytě učitele nebo v některém ze statků. Až v roce 1791 byla v Březně postavena samostatná školní budova. Prvním učitelem, který v ní působil do roku 1816, byl Wenzel Kohlert.
V roce 1813 se velení rakouské armády rozhodlo vybudovat v prostoru mezi Budyní a Postoloprty pás dělostřeleckých pevnůstek, které měly hájit vnitrozemí před případným vpádem Napoleonovy armády. Čtyři z nich byly zřízeny na katastru Března. Dvě z nich v prostoru Celnice, třetí na bývalém pravěkém hradišti a poslední při cestě z Března do Celnice.
V roce 1895 bylo Březno napojeno na železnici, když byl zprovozněn úsek mezi Louny a Postoloprty. Trať byla důležitá zejména pro schwarzenberský cukrovar, založený v místní části Března zvané Celnice v roce 1853 za Jana Adolfa Schwarzenberga. 
Na začátku dvacátých let 20. století tvořili 65 % obyvatelstva Češi. Obec řídil český starosta a úřadovalo se česky. V roce 1919 byla v Březně založena česká škola a v roce 1921 pro ni byla postavena budova. Roku 1928 vznikl v obci odbor Národní jednoty severočeské, o šest let později byli založeni skauti.
V letech 1869–1930 spadala samostatná obec administrativně do žateckého okresu, v letech 1950–1980  do okresu Louny. V roce 1981 se stala místní částí města Postoloprty.
Katastrální území neslo do konce roku 2019 název Březno u Loun.

## Obyvatelstvo
|           | 1869 | 1880 | 1890 | 1900 | 1910 | 1921 | 1930 | 1950 | 1961 | 1970 | 1980 | 1991 | 2001 | 2011 |
| --------- | ---- | ---- | ---- | ---- | ---- | ---- | ---- | ---- | ---- | ---- | ---- | ---- | ---- | ---- |
| Obyvatelé | 415  | 396  | 486  | 604  | 621  | 678  | 648  | 393  | 390  | 479  | 438  | 252  | 273  | 289  |
| Domy      | 44   | 49   | 57   | 85   | 74   | 86   | 92   | 97   | 81   | 88   | 90   | 84   | 90   | 91   |

## Pamětihodnosti

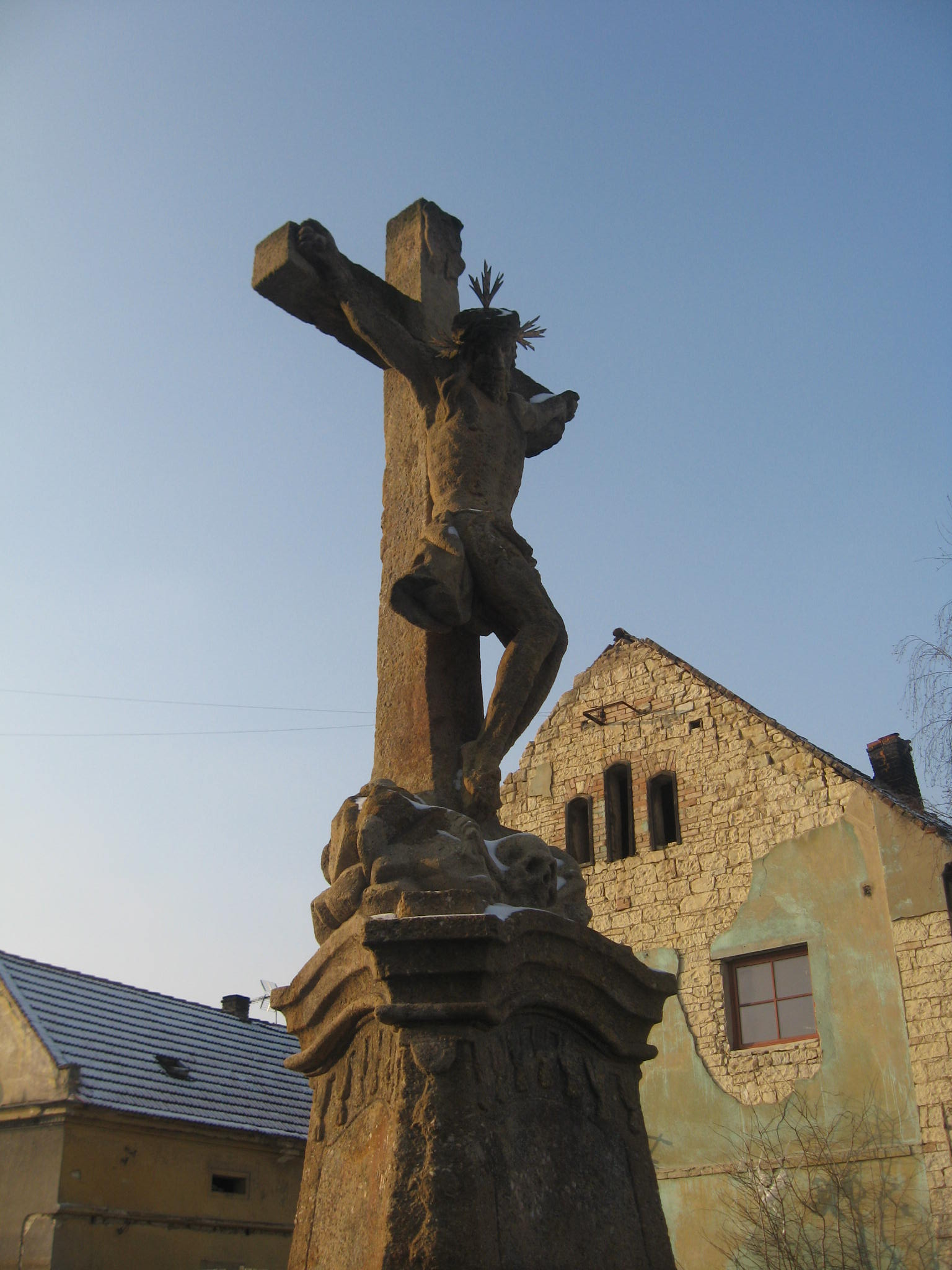
Kříž na návsi

- Přírodní památka Březno u Postoloprt – opuštěný lom při břehu Ohře, významná paleontologická lokalita.[23] Rozkládá se na jihovýchodním úpatí kopce, na mapách označeného jako Březenský vrch (237 metrů). Na mapě prvního vojenského mapování z 60. let 18. století jsou na jeho vrcholu zakresleny tři kříže,[24] na mapě stabilního katastru z roku 1843 nese název Kreutzberg neboli Křížový vrch.[25]
- Kamenný krucifix je památkové evidenci chybně datovaný do roku 1743. Už v popisu plastiky z roku 1835 ale nebylo datum na jejím soklu úplně čitelné: Stálo tam „März 17.8“.[26]

### Archeologické lokality
Na západním okraji vesnice v poloze Na Šachtách stávalo pravěké hradiště. Místo bylo osídleno již v době kamenné, ale opevněno bylo až v době únětické kultury a podruhé v době halštatské. Druhou významnou lokalitou je archeologický skanzen Březno, který vznikl jako pracoviště experimentální archeologie na lokalitě s doloženým osídlením od neolitu (kultura s lineární keramikou) po raný středověk. Ve skanzenu byla mimo jiné zrekonstruována řada výzkumem doložených staveb.

## Osobnosti
Kolem roku 1568 se v březenském mlýně narodil rožmberský kronikář Václav Březan. Když v roce 1617 zemřeli nezletilí dědicové mlýna, daroval majitel postoloprtského panství Štěpán Jiří ze Šternberka Březanovi dvůr, který k mlýnu patřil.